# Divizia 2 Cavalerie (1916-1918)
Divizia 2 Cavalerie a fost o mare unitate de nivel tactic care s-a constituit la 25 august/7 septembrie 1916, prin mobilizarea unităților sale existente la pace. Comandamentul diviziei era la Iași.:Anexa 10, p. 12
Divizia  a făcut parte din organica Armatei de Nord. La intrarea în război, Divizia 2 Cavalerie a fost comandată de generalul de brigadă Grigore Basarabescu. Divizia a participat la acțiunile militare pe frontul românesc, pe toată perioada războiului, între 27 august 1916 - 11 noiembrie 1918. 

## Ordinea de bătaie la mobilizare
La declararea mobilizării, la 27 august 1916, Divizia 2 Cavalerie a intrat în subordinea Armatei de Nord, comandată de generalul de divizie Constantin Prezan 
Ordinea de bătaie a diviziei era următoarea:

- Divizia 2 Cavalerie

- Detașamentul 2 Cicliști
- Brigada 4 Roșiori

- Regimentul 6 Roșiori
- Regimentul 11 Roșiori

- Brigada 5 Roșiori

- Regimentul 2 Roșiori
- Regimentul 3 Roșiori

- Brigada 6 Roșiori

- Regimentul 7 Roșiori
- Regimentul 8 Roșiori

- Divizionul 2 Artilerie Călăreață
- Escadrila 2 Aviație
- Detașamentul 2 Mitraliere (12 mitraliere)

Forța combativă a diviziei era de 24 de escadroane de cavalerie și 3 baterii de artilerie.:Anexa 10, p. 12

## Reorganizări pe perioada războiului
În prima jumătate a anului 1917, Divizia 2 Cavalerie s-a reorganizat în spatele frontului. Divizia a fost inclusă în compunerea de luptă a Corpului de Cavalerie, alături de Divizia 1 Cavalerie. Corpul de Cavalerie era comandat de generalul de brigadă Nicolae Sinescu.
Ordinea de bătaie a diviziei era următoarea::p. 199
- Divizia 2 Cavalerie

- Brigada 4 Roșiori

- Regimentul 6 Roșiori
- Regimentul 11 Roșiori

- Brigada 5 Roșiori

- Regimentul 2 Roșiori
- Regimentul 7 Roșiori

- Brigada 6 Cavalerie pe jos

- Regimentul 3 Roșiori pe jos
- Regimentul 8 Roșiori pe jos

- Divizionul 2 Artilerie Călăreață
- Grupul 2 Automitraliere

Forța combativă a diviziei era de 16 de escadroane de cavalerie (călare), 6 de escadroane de cavalerie (pe jos) și 3 baterii de artilerie.:p. 199

## Comandanți
Pe perioada desfășurării Primului Război Mondial, Divizia 2 Cavalerie a avut următorii comandanți:
| Gradul             | Numele                  | Perioada                              | Imagine |
| ------------------ | ----------------------- | ------------------------------------- | ------- |
| General de brigadă | Grigore Basarabescu     | 15 august 1916 - 28 septembrie 1916   |         |
| General de brigadă | Nicolae Sinescu         | 29 septembrie 1916 - 15 ianuarie 1917 |         |
| General de brigadă | Petre Greceanu          | 16 ianuarie 1917 - 10 aprilie 1918    |         |
| General de brigadă | Alexandru Constantinidi | 10 aprilie 1918 - 1 mai 1920          |         |